# جيمس هايدون
جيمس هايدون (بالإنجليزية: James Haydon)‏ مواليد 2 نوفمبر 1973 في باكينغهامشير، هو متسابق دراجات نارية إنجليزي. نافس في سباقات بطولة العالم لفئة 500 سي سي. كما شارك في بطولة العالم للسوبربايك.

## روابط خارجية
- جيمس هايدون على موقع MotoGP.com (الإنجليزية)
- جيمس هايدون على موقع WorldSBK.com (الإنجليزية)